# Revolution 9
〈Revolution 9〉는 비틀즈의 1968년 동명 LP 음반 (통칭 "화이트 음반") 수록곡이다. 레논-매카트니로 크레디트된 이 사운드 콜라주는 존 레논의 주도로 창작되었으며, 조지 해리슨과 오노 요코가 보조했다. 레논은 소리를 이용한 혁명의 그림을 그리고 싶었다고 설명했다. 노래는 오노의 아방가르드 스타일을 비롯해 작곡가 에드가르 바레즈와 카를하인츠 슈토크하우젠 등의 뮤직 콩크레트에 영향을 받았다.
녹음은 음반에 수록될 레논의 노래 〈Revolution〉의 확장된 끝 부분으로부터 시작한다. 레논, 해리슨, 오노는 이내 미사용된 코다, 수많은 오버더빙된 보컬, 육성, 음향효과, 육성 및 기악이 녹음된 짤막한 테이프 루프를 결합했고, 사용음향 중 일부는 역전시켜 활용했다. 이들은 잔향, 왜곡, 스테레오 페닝, 페이딩의 적용으로 좀 더 조작이 가해졌다. 8분을 넘어서는 곡으로써 비틀즈 공식 발매 트랙 중 가장 긴 트랙으로 기록되었다.

## 배경 및 영감
〈Revolution 9〉으로 비틀즈가 처음 실험적인 녹음을 시도한 것은 아니다. 폴 매카트니의 주도로 1966년 노래 〈Tomorrow Never Knows〉에서는 아방가르드 스타일을 선보였고, 1967년 1월에는 미발표 노래 〈Carnival of Light〉를 녹음했다. 매카트니는 작곡가 슈토크하우젠과 존 케이지에게 영감을 받은 작품이었다고 말했다. 레논 역시 슈토크하우젠을 좋아하고 있었고, 그는 페퍼 상사 앨범 표지에 수록된 인물 중 한 명이었다. 음악 평론가 이언 맥도널드는 〈Revolution 9〉에 《Hymnen》의 영향이 다소 포함되어 있을 수 있다고 서술했다.
레논이 받은 또다른 영향은 그와 오노의 관계에 있다. 레논과 오노는 당시 자신들의 아방가르드 음반 《Unfinished Music No.1: Two Virgins》를 녹음한 상태였다. 레논은 "제가 그의 작품을 들었을 때 – 괴성과 울부짖는 것 뿐 아니라 단어 구절과 대화와 호흡과 이 모든 야릇한 것들을 포함하고 있었습니다 ... 몹시 흥미를 느꼈고, 그래서 저도 하나 해보고 싶었습니다."라고 말했다. 녹음 세션에 참석한 오노는, 레논에 의하면 사용될 테이프 루프를 고르는 데 도움을 주었다고 한다. 1992년 《뮤지션》지 인터뷰에서 해리슨은 그와 링고 스타는 EMI 녹음 보관소에서 사운드를 찾고 있었으며, 그중 "Number nine, number nine" 대화 음성이 있었다고 증언했다. 저자 칩 매딩거와 마스크 에스터는 《Wonderwall Music》에 수록하기 위해 1967년 2월과 1968년 2월 녹음된 해리슨의 잘 알려지지 않은 실험 음악 〈Dream Scene〉의 세부내용을 기술하며, 해리슨이 현재 인정되고 있는 것보다 〈Revolution 9〉에 지대한 영향을 주었을 것이라는 주장을 했다.

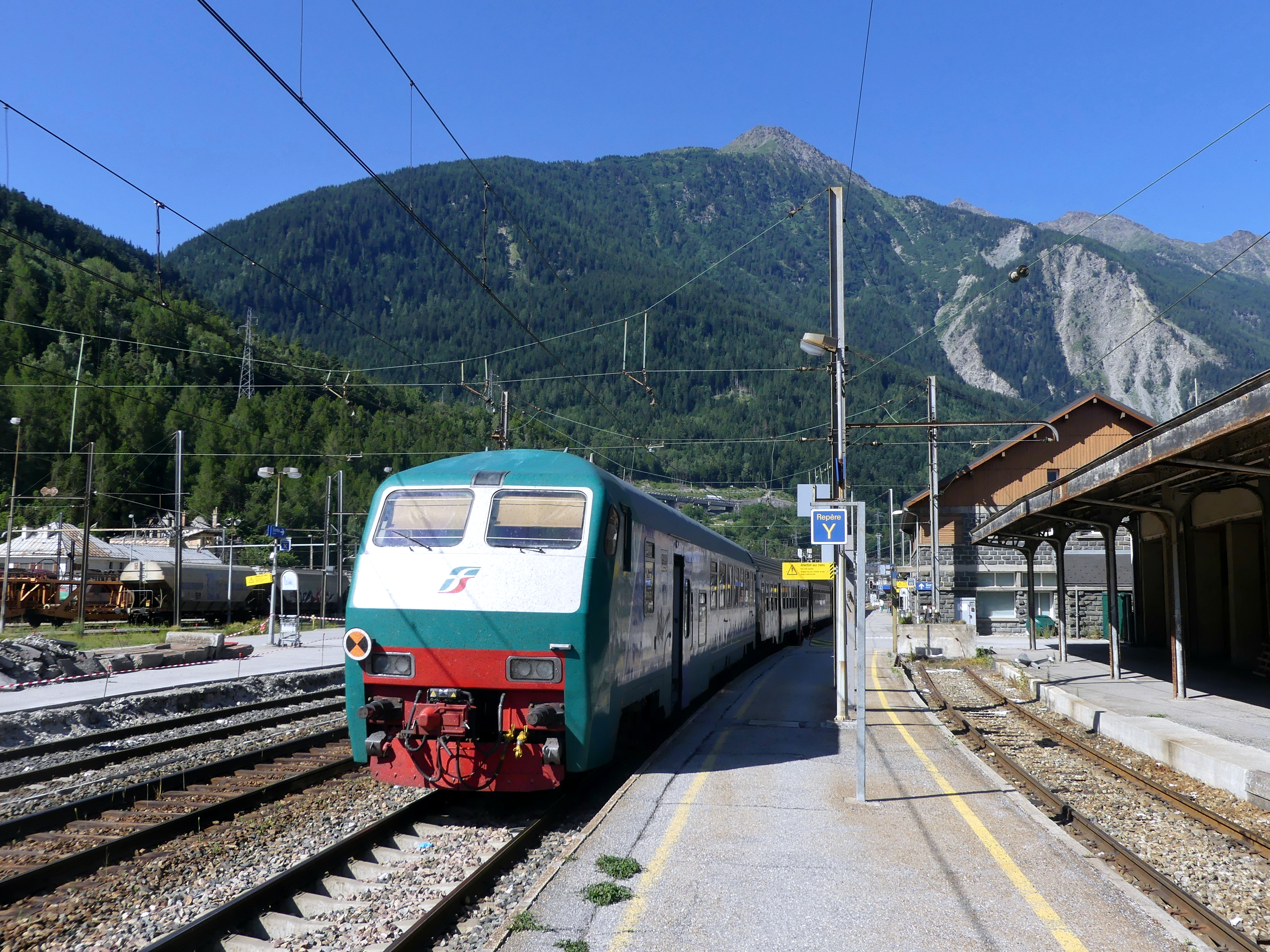
The train does the driving

## 녹음
〈Revolution 9〉는 레논의 작곡 〈Revolution〉의 첫 녹음 세션 중이던 1968년 5월 30일 기원되었다. 테이크 20은 최대 10분 이상 지속되었고 이후 두 세션에 걸쳐 추가적 오버더빙을 거쳤다. 마크 루이손은 마지막 6분을 두고 "순수한 혼돈 ... 비조화적 기악 연주, 피드백, 존의 반복적인 'alright' 비명과 다음으로, 단순하고, 반복적인 비명 ... 오노의 대화와 말 그대로 엉뚱한 'you become naked' 구절, 그리고 온갖 홈메이드 음향효과 테이프의 중첩"으로 묘사했다.
레논은 그 뒤 녹음의 첫 부분은 평범한 비틀즈 노래 〈Revolution 1〉으로, 한편 6분가량의 마지막 부분은 별개의 트랙 〈Revolution 9〉의 바탕으로 쓰기로 결정했다. 그는 추가 음향효과 및 테이프 루프의 준비를 시작했다. 여기서 일부는 집에 설치된 스튜디오에서 완전 새롭게 녹음한 것과 그곳에 이미 녹음해 둔 것을 활용했다. 작업은 6월 20일에 끝이 났다. 그날 레논은 애비 로드 스튜디오의 모든 세 스튜디오를 동원해 기계에서 작동되는 테이프 루프로 라이브 믹스를 만들었다. 하지만 라이브 믹스 제작 도중 스티드(STEED) 시스템이 다 소진되었고, 테이프 기계의 되감는 사운드는 5:11에서 청취 가능하며, 레논과 해리슨에 의해 추가적으로 산문 소리가 오버더빙됐다.
6월 21일 스테레오 최종 믹싱에 이어 추가적 오버더빙이 적용되었다. 스테레오 마스터링은 6월 25일 완료되었고, 그때 53초가량 단축되었다. 음반의 다른 곡들은 모노 버전을 위해 따로 리믹스 되었으나, 〈Revolution 9〉의 복잡성은 최종 스테레오 마스터를 바로 리덕션해 모노 믹스를 만들게 했다. 매카트니는 〈Revolution 9〉이 조합되고 믹스될 당시 국외로 나가 있었다. 귀국하고 나서 최종 트랙을 들었을 때 그리 인상을 받지 못했고, 이후 레논에게 음반 취입에 대한 그의 고집을 꺾어달라고 부탁했다. 레논은 최종 편집이 본인과 오노 혼자서 해낸 것이라고 말했다.

## 참고 문헌
- Badman, Keith (2001). 《The Beatles Diary Volume 2: After the Break-Up 1970–2001》. London: Omnibus Press. ISBN 978-0-7119-8307-6.
- The Beatles (2000). 《The Beatles Anthology》. San Francisco: Chronicle Books. ISBN 978-0-8118-2684-6.
- Belanger, Jeff; Dalley, Kirsten (2006). 《The Nightmare Encyclopedia: Your Darkest Dreams Interpreted》. Franklin Lakes, New Jersey: New Page Books. ISBN 978-1-56414-762-2.
- Bugliosi, Vincent; Gentry, Curt (1974). 《Helter Skelter: The True Story of the Manson Murders》 1994판. New York: W. W. Norton. ISBN 978-0-393-08700-0.
- Christgau, Robert; with Piccarella, John (1998). 〈Nothing to Say but Everything, or, As Far as He Could Go: John Lennon〉. 《Grown Up All Wrong: 75 Great Rock and Pop Artists from Vaudeville to Techno》. Cambridge, MA: Harvard University Press. ISBN 978-0-674-44318-1.
- Davis, Erik (2007).  Barker, David, 편집. 《331⁄3 Greatest Hits, Volume 1》. New York: Continuum International. ISBN 978-0-8264-1903-3. |title=에 templatestyles stripmarker가 있음(위치 3) (도움말)
- Druckenbrod, Andrew (2009년 3월 19일). “Contemporary group revisits watershed year and Beatles classic in '1969'”. 《Pittsburgh Post-Gazette》. 2010년 9월 25일에 확인함.
- Emerick, Geoff; Massey, Howard (2006). 《Here, There and Everywhere: My Life Recording the Music of The Beatles》. New York: Gotham. ISBN 978-1-59240-179-6.
- Everett, Walter (1999). 《The Beatles as Musicians: Revolver through the Anthology》. Oxford University Press. ISBN 978-0-19-512941-0.
- Frontani, Michael R. (2007). 《The Beatles: Image and the Media》. Jackson, MS: University Press of Mississippi. ISBN 978-1-57806-966-8.
- Glenn, Allen (11 November 2009). “Paul Is Dead (Said Fred)”. 《Michigan Today》 (University of Michigan). 28 December 2010에 원본 문서에서 보존된 문서. 21 September 2010에 확인함.
- Gould, Jonathan (2007). 《Can't Buy Me Love: The Beatles, Britain, and America》. New York: Three Rivers Press. ISBN 978-0-307-35338-2.
- Lewisohn, Mark (1988). 《The Beatles Recording Sessions》. New York: Harmony Books. ISBN 0-517-57066-1.
- Lewisohn, Mark (2000). 《The Complete Beatles Chronicle》. London: Hamlyn. ISBN 978-0-600-60033-6.
- MacDonald, Ian (1994). 《Revolution in the Head: The Beatles' Records and the Sixties》. New York: Henry Holt. ISBN 978-0-8050-4245-0.
- Madinger, Chip; Easter, Mark (2000). 《Eight Arms to Hold You: The Solo Beatles Compendium》. Chesterfield, MO: 44.1 Productions. ISBN 0-615-11724-4.
- Miles, Barry (1997). 《Paul McCartney: Many Years from Now》. New York: Henry Holt. ISBN 978-0-8050-5249-7.
- Patterson, R. Gary (1998). 《The Walrus Was Paul: The Great Beatle Death Clues》. New York: Fireside. ISBN 978-0-684-85062-7.
- Quantick, David (2002). 《Revolution: The Making of the Beatles' White Album》. Chicago, IL: A Cappella Books. ISBN 1-55652-470-6.
- Richardson, Mark (2009년 9월 10일). “Album Review: The Beatles”. Pitchfork Media. 2010년 9월 19일에 확인함.
- Schaffner, Nicholas (1978). 《The Beatles Forever》. New York, NY: McGraw-Hill. ISBN 0-07-055087-5.
- Sheff, David (2000). 《All We Are Saying: The Last Major Interview with John Lennon and Yoko Ono》. New York: St. Martin's Press. ISBN 978-0-312-25464-3.
- Sheffield, Rob (2004).  Brackett, Nathan; Hoard, Christian, 편집. 《The New Rolling Stone Album Guide》 4판. New York: Fireside. ISBN 978-0-7432-0169-8.
- Spignesi, Stephen J.; Lewis, Michael (2004). 《Here, There, and Everywhere: The 100 Best Beatles Songs》. New York: Black Dog. ISBN 978-1-57912-369-7.
- Thorpe, Vanessa (2008년 11월 16일). “Forty years on, McCartney wants the world to hear 'lost' Beatles epic”. 《The Observer》. 2010년 9월 12일에 확인함.
- Toropov, Brandon (2001). 《The Complete Idiot's Guide to Urban Legends》. Indianapolis: Alpha Books. ISBN 978-0-02-864007-5.
- Wenner, Jann (1968년 12월 21일). “Beatles”. 《Rolling Stone》. 10면.
- Westerman, Scott (2009년 5월 5일). “Russ Gibb”. 《Keener13.com》. 2019년 5월 11일에 원본 문서에서 보존된 문서. 2010년 9월 21일에 확인함.
- Winn, John C. (2009). 《That Magic Feeling: The Beatles' Recorded Legacy, Volume Two, 1966–1970》. New York: Three Rivers Press. ISBN 978-0-307-45239-9.